# Ataxella
Ataxella es un género de foraminífero bentónico de la subfamilia Praedictyorbitolininae, de la familia Orbitolinidae, de la superfamilia Orbitolinoidea, del suborden Orbitolinina y del orden Loftusiida. Su especie tipo es Paracoskinolina occitanica. Su rango cronoestratigráfico abarcaba el Bathoniense superior (Jurásico medio).

## Discusión
Clasificaciones previas incluían Ataxella en la subfamilia Orbitolininae y en el suborden Textulariina del orden Textulariida o en el orden Lituolida.

## Clasificación
Ataxella incluye a la siguiente especie:
- Ataxella occitanica †